# Xingwen (köping i Kina)
Xingwen (kinesiska: 兴文镇, 兴文) är en köping i Kina. Den ligger i provinsen Sichuan, i den sydvästra delen av landet, omkring 300 kilometer nordost om provinshuvudstaden Chengdu. Antalet invånare är 13 796. Befolkningen består av 6 885 kvinnor och 6 911 män. Barn under 15 år utgör 19,0 %, vuxna 15-64 år 65 %, och äldre över 65 år 15,0 %.
Genomsnittlig årsnederbörd är 1 503 millimeter. Den regnigaste månaden är juli, med i genomsnitt 297 mm nederbörd, och den torraste är december, med 7 mm nederbörd.